# Notre-Dame de la Mouise
Pour plus de détails, voir Fiche technique et Distribution.
Notre-Dame de la Mouise est un film français réalisé par Robert Péguy et sorti en 1941.

## Synopsis
L'abbé Vincent tente de construire une église dans le quartier de La Californie. Accueilli par des pierres, il doit faire face à une sinistre bande de dévoyés qu'excite un louche cabaretier. L'abbé résiste, construit peu a peu son église et régénère tous les misérables avec qui il vit et notamment le plus endurci, Bibi.

## Fiche technique
- Titre : Notre-Dame de la Mouise
- Réalisation : Robert Péguy assisté de René Delacroix
- Scénario et dialogues : Grégoire Leclos[1]
- Adaptation : Robert Péguy et René Delacroix, d'après le livre du Révérend Père Lhande, Le Christ dans la banlieue
- Décors : Roland Quignon  et Louis Le Barbenchon[2]
- Photographie : Fédote Bourgasoff
- Montage : Jacques Desagneaux
- Son : Jacques Boutiron
- Musique : Henri Poussigue[3] et René Challan
- Société de production : Fiat Film[4]
- Pays :  France
- Format : Noir et blanc - 35 mm - 1,37:1 - Mono
- Genre :  Drame
- Durée : 90 minutes
- Date de sortie : 
  - France - 11 avril 1941

## Distribution
- Édouard Delmont : le père Didier
- Odette Joyeux : la môme
- François Rozet : l'abbé Vincent
- Georges Rollin : Bibi
- Odette Barencey : Zéphyrine
- Jeanne Véniat : la mère de la môme
- Yvonne Legeay : Mme Eugène
- René Sarvil : Julot, le cabaretier
- Champi : Nénesse
- Rivers Cadet : M. Eugène
- Mary Perret : Paille de Fer
- Solange Varenne : la Sauterelle
- François Rodon : Gosse de pou